# Tiên tri

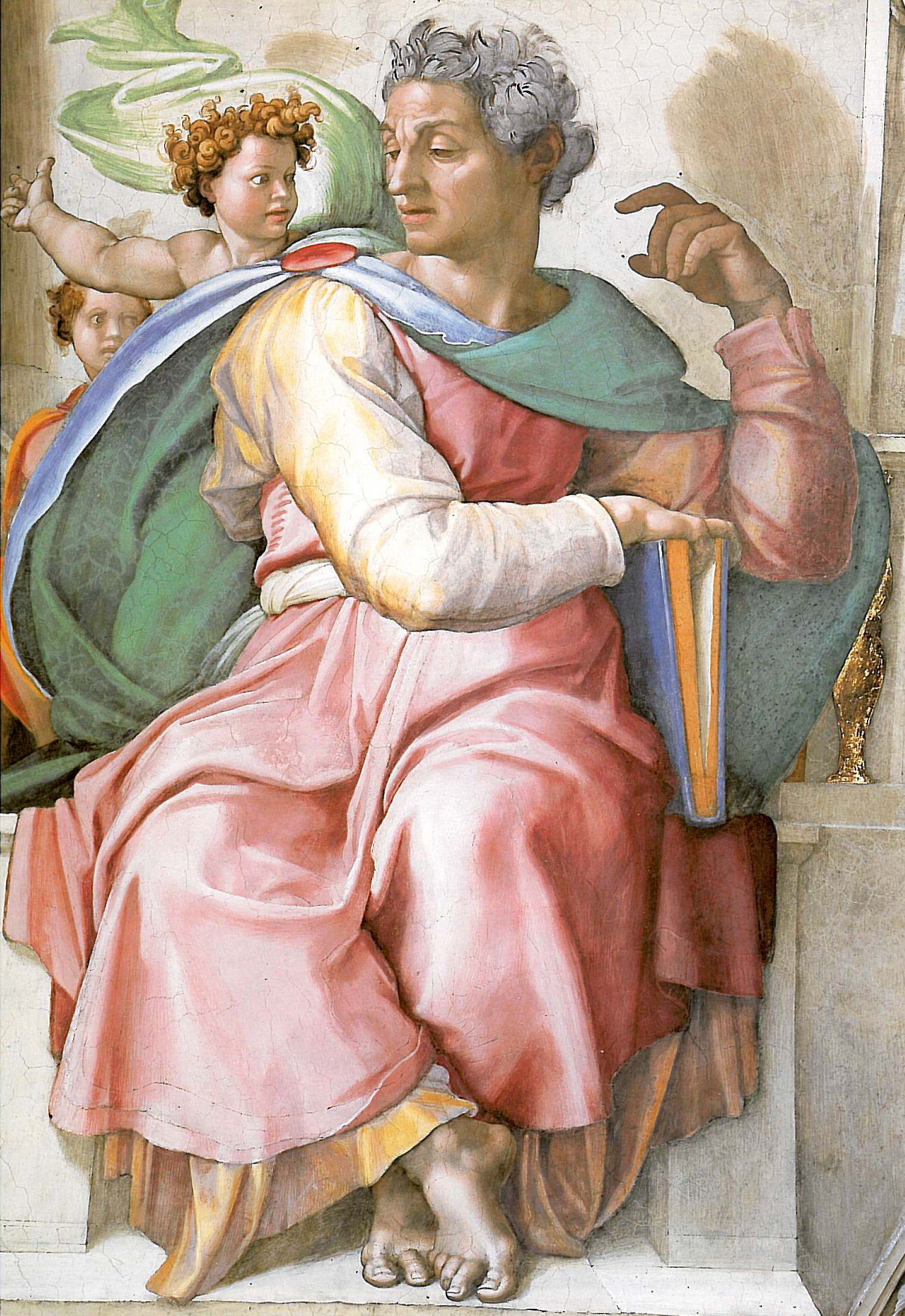
Isaiah, tiên tri quan trọng trong Thánh kinh Cựu ước, tranh thấp bích hoạ ở trần nhà nguyện Sistine do Michelangelo vẽ.

Tiên tri (chữ Anh: prophet, chữ Hebrew cổ: נָבִיא, chữ Ả Rập: نبي), hoặc gọi là ngôn sứ, là người có sự nghiên cứu, hiểu biết khá sớm hoặc dự ngôn chuẩn xác về phương diện vạn vật vũ trụ, xã hội loài người và khoa học tự nhiên trong tín ngưỡng tôn giáo và thế tục.
Trong tôn giáo, tiên tri là một cá nhân được coi là tiếp xúc với thần linh, theo người ta nói ông là đại biểu thần linh, là trung gian giữa thần linh và người, đem thông tin hoặc giáo lí đến từ nguồn gốc siêu tự nhiên truyền đạt cho người khác. Thông tin do tiên tri truyền đạt được gọi là dự ngôn (prophecy). Trong tín ngưỡng tôn giáo khác nhau, định nghĩa về tiên tri hoàn toàn không nhất trí.
Rất nhiều văn hoá và tôn giáo trong lịch sử đều tồn tại chủ trương về thân phận tiên tri, bao gồm Do Thái giáo, Cơ Đốc giáo, Islam giáo, tôn giáo Hi Lạp cổ, Hiên giáo và Mani giáo.

## Tóm tắt

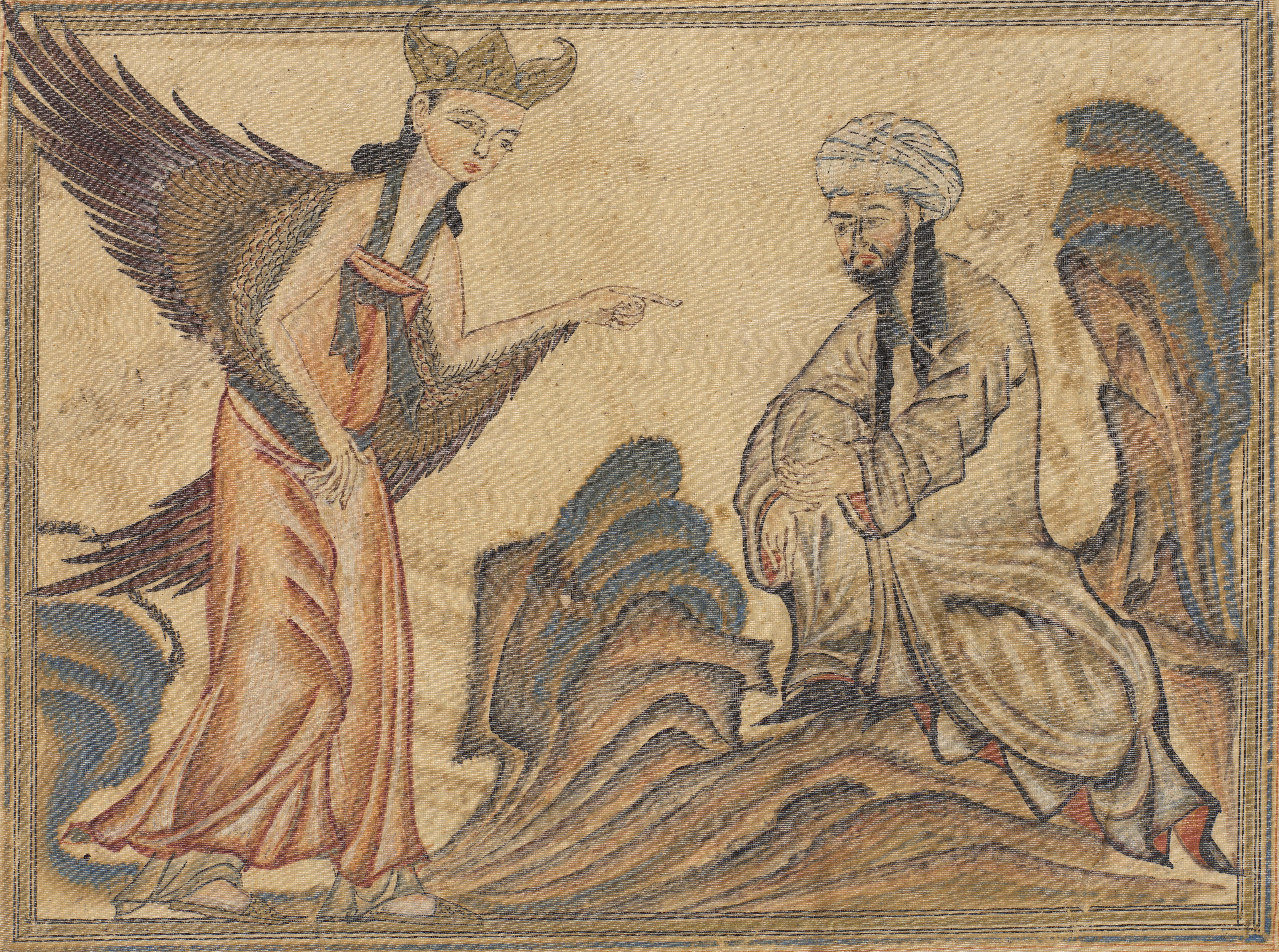
Hình vẽ mô tả Muhammad nhận được khải thị đầu tiên từ Tổng lãnh thiên sứ Thánh Gabriel. Tranh do Rashid-al-Din Hamadani vẽ vào năm 1307.

Tiên tri là đại diện phát ngôn của Đức Chúa Trời, đem ý chỉ của Đức Chúa Trời truyền đạt cho mọi người, Ngài khiến cho ông ta có thể nhìn thấy dị tượng, trình bày rõ ràng tương lai sắp xảy ra chuyện gì. Đức Chúa Trời cũng khiến cho tiên tri thực hiện phép lạ.
Trong lĩnh vực tín ngưỡng tôn giáo, việc miêu tả của tiên tri về tương lai đến từ khải thị của Đấng Sáng tạo. Trong Islam giáo, Đấng Sáng tạo Allah đã sai cử nhiều sứ giả đến mọi nơi trên thế giới. Có hơn 25 vị tiên tri được liệt kê trong kinh Quran, đồng thời ám thị còn có rất nhiều tiên tri chưa được nêu tên. Tiên tri cuối cùng của loài người được kinh Quran nhận định là Muhammad. Tiên tri của Do Thái giáo là sản phẩm "loạn trong giặc ngoài" của dân tộc Hebrew, chiếu theo sự phát triển của nó có thể chia làm ba giai đoạn: Giai đoạn thứ nhất là thời kì Assyria xưng bá, hoạt động của bốn vị tiên tri Amos, Hosea, Isaiah và Micah làm đại biểu; giai đoạn thứ hai là thời kì Tân Babylon thống trị, hoạt động của sáu vị tiên tri Daniel, Zephaniah, Nahum, Habakkuk, Jeremiah và Ezekiel làm đại biểu; giai đoạn thứ ba là thời kì Ba Tư xưng bá, hoạt động của năm vị tiên tri Obadiah, Haggai, Zechariah, Joel và Malachi làm đại biểu. Các tiên tri châm biếm hiện thực hủ bại, giáng đòn giai cấp thống trị, đồng thời dùng đạo đức luân lí để giáo hối quốc dân. Những tư tưởng này đa phần phản ánh trong sách 12 tiên tri của Thánh kinh Hebrew. Họ cho rằng, tín ngưỡng hoàn toàn không yêu cầu dân môn sùng bái cuồng nhiệt, mà yêu cầu con người phải có đạo đức cá nhân tốt, có thêm nhiều phẩm chất cao thượng trong xã hội.

## Từ nguyên
Theo nghĩa gốc Thánh kinh mà nói, "tiên tri" thường chỉ người tiếp nhận sự uỷ phái của Thượng đế, lắng nghe khải thị của Thượng đế, đồng thời truyền đạt ý chỉ của Thượng đế cho dân chúng. Trong tiếng Hebrew, từ dùng để biểu thị tiên tri có ba từ: נָבִיא (nāḇî', /naw-bee'/), רֹאֶה (rō'ê, /ro-eh'/) và חֹזֶה (ḥōzê, /kho-zeh'/). Bản dịch tiếng Anh đem chữ nāḇî' dịch thành prophet, đem chữ rō'ê dịch thành seer, đem chữ ḥōzê dịch thành prophet, có lúc dịch thành seer, bởi vì trong tiếng Anh không có từ đối ứng với ḥōzê. Tương tự với điều này, Thánh kinh Hoà Hợp Bản (en) trong tiếng Trung Quốc đem hai chữ nāḇî' và rō'ê lần lượt dịch thành tiên tri và tiên kiến, từ thứ ba có lúc dịch thành tiên tri, cũng có lúc dịch thành tiên kiến. Từ thường dùng nhất trong ba từ này là nāḇî', từ nguyên của nó ta có thể lội ngược dòng tìm hiểu thời kì Đế quốc Akkad, trước và sau thế kỉ XXX TCN. Trong văn tự Akkad, hàm nghĩa của nó là "người được Chúa cử" hoặc "người truyền đạt dụ chỉ của Chúa" — hai ý nghĩa này đều kề cận với cách dùng từ nāḇî' trong Thánh kinh Hebrew.

## Lịch sử phát triển
Hình thái tối sơ của tiên tri có khả năng là shaman và pháp sư vào thời kì bán tôn giáo (quasi-religion) ở khu vực Trung Đông. Đến khi tôn giáo nguyên thuỷ hình thành, họ liền diễn biến thành giáo sĩ Thánh chức trong đền thờ Đức Chúa Trời, lấy việc chủ trì nghi thức tế thần, giải thích đạo lí sự việc mà người thường khó lí giải, sử dụng các loại phép thuật để tiêu tai trừ ách làm nghề, họ liệu lường đồng thời truyền đạt "Thánh ý Đức Chúa Trời" về các vấn đề trọng đại như chiến tranh thắng hay bại, thu hoạch dồi dào hay mất mùa, hậu quả của bệnh tật hoặc dịch lệ, phương thức cụ thể có: giải thích dị tượng, đoán mộng, giải thích tinh tượng, giải thích dụ ý thông qua "động tác của gia súc, đường bay lượn của điểu cầm, tình trạng mặt nước nổi dầu" cùng với "nội tạng của gia súc được hiến tế". Những hoạt động này có lúc tiến hành trong bầu không khí thần bí được hình thành bởi tấu đàn sắt, đánh trống, thổi sáo, gảy đàn cầm,... (I Sa-mu-ên 10:5), người đương sự vừa niệm chú vừa bước vào trạng thái tinh thần hoảng hốt mê cuồng (en), có lúc thậm chí "lấy gươm giáo gạch vào mình cho đến chừng máu chảy ra" (I Các Vua 18:28). Từ năm 3000 TCN đến năm 2000 TCN, các sắc tộc Tây Á như Babylon, Canaan và Hebrew tồn tại phổ biến những nhân vật này, họ là tiền thân của tư tế chuyên chức trong tôn giáo dân tộc khá hoàn thiện sau này, cũng là tiền thân của tiên tri cung đình.

## Chức trách tiên tri
Sau khi Vương quốc Israel - Judah thành lập vào thế kỉ XI TCN, hoạt động cúng tế Đức Chúa Trời Jehovah dần dần tập trung ở Thánh điện Jerusalem, giáo sĩ Thánh chức kể trên ngoài một số tiếp tục hoạt động ở thôn quê, một bộ phận diễn biến thành tư tế Thánh điện chuyên phụ trách nghi thức tôn giáo, một bộ phận khác trở thành tiên tri cung đình của quốc vương - chức trách chủ yếu của họ là nêu ra sự chấp thuận của Thánh ý Đức Chúa Trời cho các quyết sách trọng đại của quân vương. Có lúc một vị quốc vương có những tiên tri kiểu đó đạt hơn 100 người. Từ ghi chép của Thánh kinh cho biết, các tiên tri cung đình này thường hay nịnh hót quốc vương, chuyên nói thuận theo ý vua (I Các Vua 22:6); nhưng cũng có người ngay thẳng không a dua, bất chấp sự lạm dụng quyền lực của quân vương, ông ta kiên định nói ra lời dự ngôn phù hợp với đạo nghĩa hoặc sự lí. Thí dụ như, tiên tri Micaiah đã "chẳng nói lời lành, chỉ nói lời xấu", dẫn đến bị Ahab - vua của Vương quốc Israel (Samaria), đánh đập tàn ác và giam cấm (I Các Vua 22:8, 24, 27); ngoài ra còn có Gad, Nathan, Elijah và Elisha đều thuộc lớp sĩ phu cương trực. Các tiên tri cung đình như Nathan, Elijah và Elisha là lớp người tiên phong trực tiếp của tiên tri chính điển. Nathan hoạt động vào nửa đầu thế kỉ X TCN, là niên đại hưng thịnh nhất của Vương quốc Liên hiệp Israel - Judah. Lúc bấy giờ, vua David có thần thái phong cách anh tuấn oai hùng một mặt thần phục nước láng giềng chung quanh, mặt khác lại gian xảo hung tàn, xa hoa dâm dật. Ông vì mục đích cưỡng chiếm Bathsheba, vợ của Uriah, mà mượn đao kiếm của người Philistines giết chết Uriah không thương tiếc (II Sa-mu-ên 12:9). Khoảng 100 năm sau, Elijah và Elisha sống ở Vương quốc Israel (Samaria), cũng biểu hiện ý chí chiến đấu hiên ngang tương tự (I Các Vua 17 - II Các Vua 13). Những vị tiên tri này chủ yếu thiết lập gương mẫu cho tiên tri chính điển ở hai phương diện: một là tinh thần gan dạ, kiên trì chính nghĩa, ghét cái ác như kẻ thù, và phương thức họ giải thích quan điểm, tư tưởng; hai là, vận dùng thể loại "thuyết tiền định kiểu khải thị" để phát biểu kiến giải cá nhân về vấn đề xã hội. Truyền thống này là do tiên tri chính điển kế thừa, đồng thời tiến một bước "phát dương quang đại".

## Thánh kinh ghi chép
1. Tiên tri được đề cập đầu tiên trong Thánh kinh là Abraham (Sáng thế Kí 20:7), về sau có Moses và nữ tiên tri Miriam (Xuất Ê-díp-tô Kí 15:20). Moses là tiên tri được Đức Chúa Trời trọng dụng, "trong Y-sơ-ra-ên không còn dấy lên tiên tri nào giống như Môi-se, mà Đức Giê-hô-va biết giáp mặt" (Phục truyền Luật lệ Kí 34:10).
2. "Sa-mu-ên trở nên khôn lớn, Đức Giê-hô-va ở cùng người: Ngài chẳng để một lời nào của người ra hư. Từ Đan cho đến Bê-e-Sê-ba, cả Y-sơ-ra-ên đều biết rằng Sa-mu-ên được lập làm tiên tri của Đức Giê-hô-va. Đức Giê-hô-va cứ hiện ra tại Si-lô, vì ấy tại Si-lô mà Đức Giê-hô-va hiện ra cùng Sa-mu-ên, khiến cho người biết lời của Ngài" (I Sa-mu-ên 3:19-21).
3. Bắt đầu từ Samuel, các triều đại trong Vương quốc Israel - Judah đều có tiên tri truyền bá lời Đức Chúa Trời, cho vua và dân chúng nghe, đồng thời đa phần thực hiện phép lạ. Elisha, vào năm mất mùa, lấy 20 cái bánh đại mạch (en) cho 100 người ăn no đúng như lời Đức Giê-hô-va phán, ngoài ra còn thừa lại (II Các Vua 4:42-44).
4. Jezebel - vợ của vua Ahab, giết tiên tri của Đức Chúa Trời, nhưng quan gia tể của Ahab, "Áp-đia rất kính sợ Đức Giê-hô-va. Xảy ra khi Giê-sa-bên diệt hết các đấng tiên tri của Đức Giê-hô-va, thì Áp-đia có đem một trăm đấng tiên tri đi giấu trong hai hang đá, mỗi hang năm mươi người, dùng bánh và nước mà nuôi họ" (I Các Vua 18:2-4).
5. Từng có kí thuật lịch sử nói rằng, tiên tri Jeremiah, Isaiah vào thế kỉ VI - VIII TCN đều vì trung thành truyền giảng lời Chúa mà bị giết hại. Chúa Jesus nói với thầy thông giáo và người Pharisees giả mạo làm người tốt rằng: "Vì các ngươi xây đắp mồ mả của đấng tiên tri, trau giồi mồ mả của người công bình, và nói rằng: Nếu chúng ta ở cùng một thời với tổ phụ, thì không hùa theo người mà làm đổ máu các đấng tiên tri vậy". Chúa Jesus biết họ vẫn cứ bắt chước hành vi xấu của tổ tiên họ, vì thế Chúa Jesus nói rằng: "Hỡi Giê-ru-sa-lem, Giê-ru-sa-lem, ngươi giết các đấng tiên tri và ném đá những kẻ chịu sai đến cùng ngươi" (Ma-thi-ơ 23:29-37).
6. Thánh kinh Cựu Ước từ sách Ê-sai đến sách Ma-la-chi tất cả là do tiên tri viết ra, được gọi là sách Tiên tri, trong đó rất nhiều lời dự ngôn đã dần dần ứng nghiệm ở thời đại sau này. Bốn sách Phúc âm ghi chép: "Jesus Christ giáng lâm,... chính là điều Đức Chúa Trời đã phán từ Sáng thế đến nay, thông qua miệng của Đấng tiên tri. Moses từng nói: "Chúa là Đức Chúa Trời chúng ta sẽ dấy lên trong anh em các ngươi một Đấng tiên tri như ta; các ngươi phải nghe theo mọi điều Ngài sẽ phán dặn. Hễ ai không nghe Đấng tiên tri ấy sẽ bị truất khỏi dân sự. Hết thảy các tiên tri đã phán, từ Sa-mu-ên và các đấng nối theo người, cũng đều có rao truyền những ngày nầy nữa" (Công vụ các Sứ đồ 3:20-24). "Người nầy thật là đấng tiên tri. Người khác thì nói: Ấy là Đấng Christ" (Giăng 7:40).
7. Tiên tri và Thánh đồ phải được sự ban thưởng của Đức Chúa Trời. "Giờ đã tới, là giờ phán xét kẻ chết, thưởng cho tôi tớ Chúa là các đấng tiên tri, thưởng cho các thánh và các người kính sợ danh Chúa, thưởng cho kẻ nhỏ cùng kẻ lớn, và hủy phá những kẻ đã hủy phá thế gian" (Khải huyền 11:18).

## Danh lục tiên tri

### Danh lục 24 tiên tri
| Số thứ tự | Tên tiếng Anh        | Tên tiếng Hebrew cổ | Tên tiếng Ả Rập cổ     | Tên tiếng Trung Quốc |
| --------- | -------------------- | ------------------- | ---------------------- | -------------------- |
| 1         | Adam                 | אָדָם                 | آدم (Ādam)             | 亚当 / 阿丹          |
| 2         | Enoch                | חֲנוֹךְ                | إدريس (Idrīs)          | 以诺 / 易德立斯      |
| 3         | Methuselah           | מְתוּשֶׁלַח              | صَالِحٌ (Saleh)           | 玛士撒拉 / 撒里哈    |
| 4         | Noah                 | נֹחַ                  | نُوحٌ (Nūḥ)              | 诺亚 / 努哈          |
| 5         | Eber                 | עֵבֶר                 | هُوْد (Hūd)              | 希伯 / 呼德          |
| 6         | Abraham              | אַבְרָהָם               | إِبْرَاهِيْمُ (Ibrāhīm)      | 亚伯拉罕 / 易卜拉欣  |
| 7         | Ishmael              | יִשְׁמָעֵאל              | إِسْمَاعِيْل (Ismāʿīl)      | 以实玛利 / 易司玛仪  |
| 8         | Isaac                | יצחק                | إِسْحَاق (Isḥāq)          | 以撒 / 易斯哈格      |
| 9         | Jacob                | יַעֲקֹב                | يَعْقُوب (Yaqub)          | 雅各 / 叶尔孤白      |
| 10        | Lot                  | לוֹט                 | لوط (Lūṭ)              | 罗得 / 鲁特          |
| 11        | Job                  | אִיּוֹב                | أيوب (Ayūb)            | 约伯 / 艾尤卜        |
| 12        | Joseph               | יוֹסֵף                | يُوسُف (Yūsuf)           | 约瑟 / 优素福        |
| 13        | Jethro               | יִתְרוֹ                | شُـعَـيْـب (Shuaib)       | 叶忒罗 / 舒阿卜      |
| 14        | Aaron                | אַהֲרֹן                | هارون (Hārūn)          | 亚伦 / 哈伦          |
| 15        | Moses                | מֹשֶׁה                 | موسى (Mūsā)            | 摩西 / 穆萨          |
| 16        | David                | דָּוִד                 | دَاوُود (Dāwūd)          | 大卫 / 达伍德        |
| 17        | Solomon              | שְׁלֹמֹה                | سُلَيْمَان (Sulaimān)      | 所罗门 / 苏莱曼      |
| 18        | Elijah               | אֵלִיָּהוּ               | إلياس (Ilyās)          | 以利亚 / 易勒雅斯    |
| 19        | Elisha               | אֱלִישָׁע               | اليسع (Alyasa)         | 以利沙 / 艾勒叶赛    |
| 20        | Isaiah               | יְשַׁעְיָהוּ              | ذو الكفل (Dhu al-Kifl) | 以赛亚 / 助勒基福勒  |
| 21        | Jonah                | יוֹנָה                | يُونُس (Yunus)           | 约拿 / 优努斯        |
| 22        | John (Giăng Báp-tít) | יוֹחָנָן הַמַּטְבִּיל        | يحيى (Yaḥyā)           | 约翰 / 叶哈雅        |
| 23        | Zechariah            | זְכַרְיָה               | زكريا (Zakariyā)       | 撒迦利亚 / 宰凯里亚  |
| 24        | Jesus                | יֵשׁוּ                 | عِيسَى (Īsā)             | 耶稣 / 尔撒          |

### Danh lục tiên tri cuối cùng

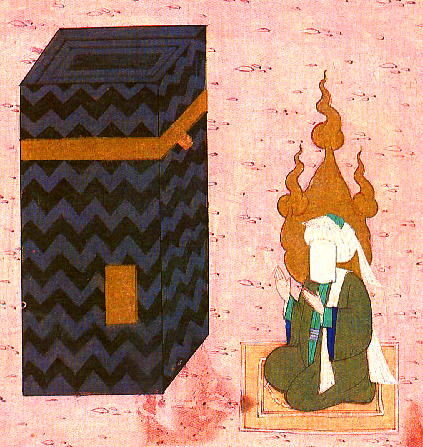
Muhammad ở ngoài Kaaba, do quy định giáo lí nên dùng mạng che mặt màu trắng để che đậy hình tượng khuôn mặt của Muhammad, thuộc thời kì đế quốc Ottoman.

Muhammad xuất thân từ gia tộc Hashem của bộ lạc Quraysh ở Mecca, từ nhỏ đã là trẻ mồ côi.
Ông ta từng làm nghề chăn nuôi gia súc, sau đó theo chân bác trai Abu Talib (en) làm nghề buôn bán, đến rất nhiều nơi ở Palestine và Syria. Trong khoảng thời gian đi buôn, Muhammad đã lĩnh hội được tri thức, nâng cao tài năng, đã có hiểu biết sâu sắc và hệ thống về sông núi tự nhiên, phong thổ nhân tình, văn hoá vùng miền, cơ cấu dân số và tín ngưỡng tinh thần ở bán đảo Ả Rập và lưu vực Lưỡng Hà. Ngoài ra, ông còn học được các tài nghệ truyền thống Ả Rập như quan trắc khí tượng, dự đoán bão cát và chữa bệnh. Tất cả điều này đều đã đặt nền móng cho ông sau này phục hưng chính giáo Islam ở bán đảo Ả Rập. Muhammad quá nghèo, hoài bão lớn lao của ông vì không có sự hỗ trợ tiền bạc và địa vị nên không có cách nào thực hiện được. Lúc 25 tuổi, Muhammad đã kết hôn với một bà goá giàu có ở Mecca tên là Khadija (en), lớn hơn ông 15 tuổi. Kể từ đó, ông đã có sự bảo vệ về mặt kinh tế, đồng thời bắt đầu gia nhập xã hội thượng tầng của bộ lạc Quraysh. Tài năng phi phàm của Muhammad dần dần bộc lộ rõ ràng trong mấy năm sau đó. Một lần, khi ông tĩnh tu ở hang Hira, núi Jabal al-Nour, vùng ngoại thành Mecca, đột nhiên nhận được khải thị đến từ Đấng Sáng tạo Allah. Kể từ đó, Muhammad 40 tuổi lấy tư cách tiên tri và sứ giả của Allah bắt đầu truyền bá kinh Quran - khải thị của Allah, ở khu vực chung quanh Quraysh, nơi ông sinh sống. Trải qua 23 năm phấn đấu gian khổ phi thường, Muhammad cuối cùng đem khải thị của Allah truyền bá rộng khắp bán đảo Ả Rập vào khoảng năm 630, đồng thời đã thiết lập Ummah (en) - tổ chức cộng đồng người Hồi giáo, bắt đầu có quy mô. Hàng trăm ngàn người du mục ở bán đảo Ả Rập kể từ đó thoát khỏi tối tăm, bước vào thời đại mới của văn minh Hồi giáo. Muhammad không may qua đời do bệnh vào năm 632. Hưởng thọ 63 tuổi.